# Zygote

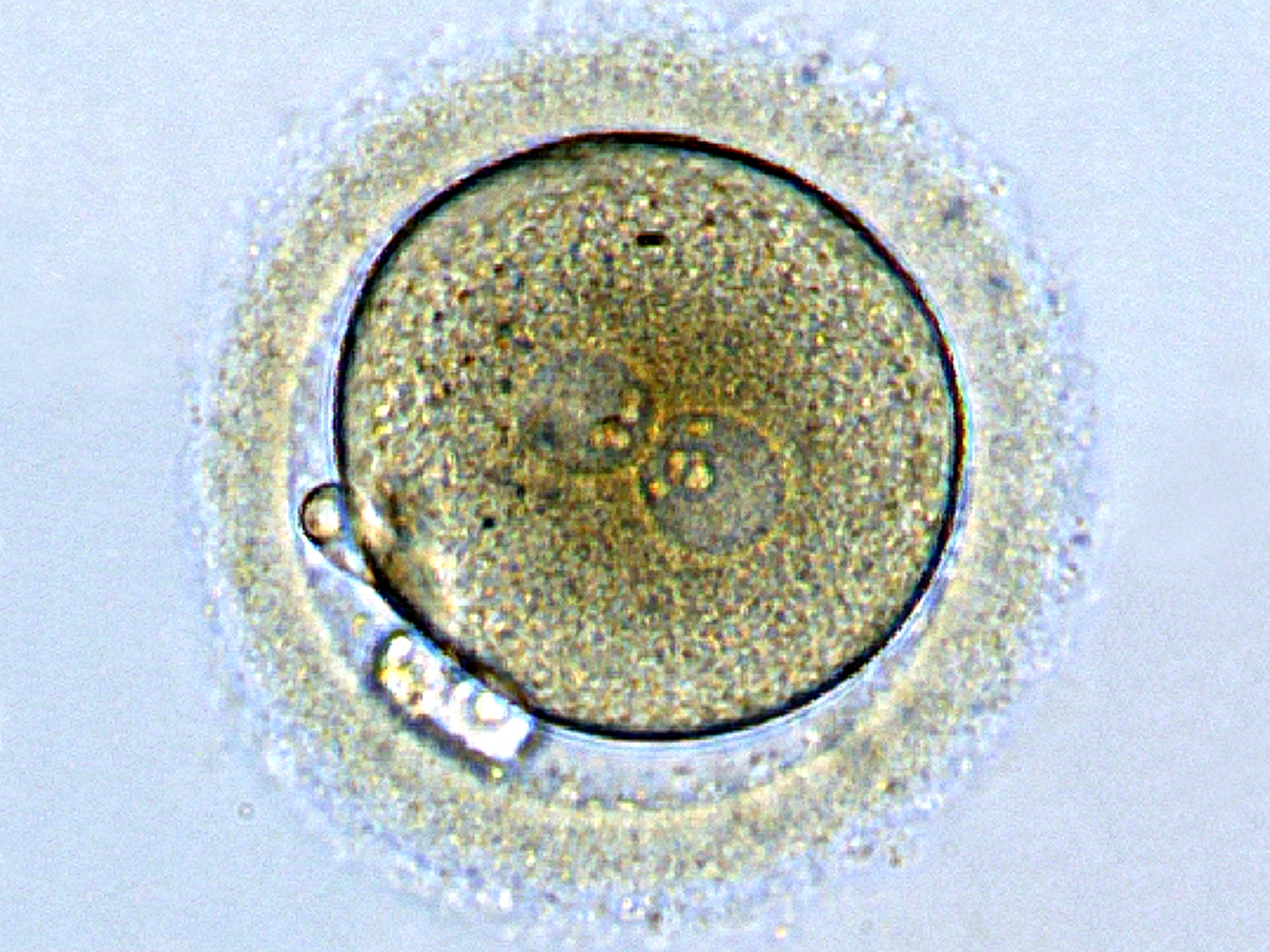
Zygote : ovule après fécondation avec un spermatozoïde. Les pronuclei mâle et femelle convergent, mais le matériel génétique n'est pas encore uni.

Un zygote (du grec ancien : ζυγωτός / zugōtós, « joints, attelés », de ζυγοῦν / zugoûn, « joindre, atteler ») est une cellule eucaryote formée par un événement de fécondation entre deux gamètes. Le génome du zygote est une combinaison de l'Acide désoxyribonucléique de chaque gamète, et contient toute l'information génétique nécessaire pour former un nouvel organisme individuel.
Dans les organismes multicellulaires, le zygote est le stade de développement le plus précoce. Chez l'être humain et la plupart des autres organismes anisogames, un zygote se forme lorsqu'un ovule est fécondé par un spermatozoïde. Dans les organismes unicellulaires, le zygote peut se diviser de manière asexuée par mitose pour produire une progéniture identique.
Les zoologistes allemands Oscar et Richard Hertwig ont fait quelques-unes des premières découvertes sur la formation de zygotes chez les animaux à la fin du XIXe siècle.

## Homme

La réaction de dissolution au niveau de l'acrosome chez un œuf d'oursin est un processus similaire à celui intervenant chez l'homme.

Lors de la fécondation humaine, un ovule libéré (un ovocyte secondaire haploïde avec des copies chromosomiques répliquées) et un spermatozoïde haploïde (gamète mâle) se combinent pour former une seule cellule diploïde appelée zygote. Une fois que l'unique spermatozoïde fusionne avec l'ovocyte, ce dernier achève la division de la deuxième méiose en formant une fille haploïde avec seulement 23 chromosomes, la quasi-totalité du cytoplasme et le Pronucleus mâle. L'autre produit de la méiose est le deuxième globule polaire avec uniquement des chromosomes mais sans capacité de se répliquer ou de survivre. Chez la fille fécondée, l'acide désoxyribonucléique est ensuite répliqué dans les deux Pronucleus distincts dérivés du spermatozoïde et de l'ovule, ce qui rend le nombre de chromosomes du zygote temporairement (4n) diploïde. Environ 30 heures après la fécondation, une fusion des Pronucleus et une division mitotique immédiate produisent deux cellules filles diploïdes (2n) appelées blastomères.
Entre les étapes de la fécondation et de l’implantation, l’embryon en développement est parfois qualifié de préimplantatoire. Cette étape a également été appelée pré-embryon dans les discours juridiques, notamment en ce qui concerne l'utilisation de cellules souches embryonnaires.
Après la fécondation, le blastomère descend la trompe de Fallope vers l'utérus tout en continuant à se diviser sans réellement augmenter de taille, dans un processus appelé clivage. Après quatre divisions, l'embryon se compose de 16 blastomères et est connu sous le nom de morula. Grâce aux processus de compactage, de division cellulaire et de blastulation, le conceptus prend la forme du blastocyste au cinquième jour de développement, juste au moment où il s'approche du site d'implantation. Lorsque le blastocyste éclot de la zone pellucide, il peut s'implanter dans la muqueuse endométriale de l'utérus et commencer la phase de gastrulation du développement embryonnaire.

## Champignon
Pour les champignons, la fusion sexuelle des cellules haploïdes est appelée caryogamie. Le résultat de la caryogamie est la formation d’une cellule diploïde appelée zygote ou zygospore. Cette cellule peut alors entrer en méiose ou en mitose selon le cycle de vie de l'espèce.

## Plante
Pour les plantes, le zygote peut être polyploïde si la fécondation se produit entre des gamètes méiotiquement non réduits.
Pour les plantes terrestres, le zygote se forme dans une chambre appelée archégone. Dans les plantes sans pépins, l'archégone a généralement la forme d'un flacon, avec un long col creux par lequel pénètre le spermatozoïde. À mesure que le zygote se divise et grandit, il le fait à l’intérieur de l’archégone.

## Protozoaires
Pour l'amibe, la reproduction se produit par division cellulaire de la cellule mère : d'abord le noyau de la cellule mère se divise en deux, puis la membrane cellulaire se scinde également, devenant ainsi deux amibes « filles ».

## Chlamydomonas
Un zygote de Chlamydomonas contient de l'ADN chloroplastique (ADNcp) des deux parents ; de telles cellules sont généralement rares, car normalement l'ADNcp est hérité de manière uniparentale d'un parent. Ces rares zygotes biparentaux ont permis la cartographie des gènes chloroplastiques par recombinaison.

## Reprogrammation vers la totipotence
La formation d’un zygote totipotent ayant le potentiel de produire un organisme entier dépend de la reprogrammation épigénétique. La déméthylation de l'ADN du génome paternel chez le zygote semble être une étape importante de la reprogrammation épigénétique. Dans le génome paternel de la souris, la déméthylation de l'ADN, en particulier au niveau des sites de cytosines méthylées, est probablement un processus clé dans l'établissement de la totipotence. La déméthylation implique les processus de réparation par excision de bases et éventuellement d'autres mécanismes basés sur la réparation de l'ADN.